# Chusquea scabra
Chusquea scabra là một loài thực vật có hoa trong họ Hòa thảo. Loài này được Soderstr. & C.E.Calderon mô tả khoa học đầu tiên năm 1978.